# Robert Metcalfe
Robert Melancton Metcalfe (* 7. dubna 1946, New York) je americký počítačový vědec, vynálezce a podnikatel. Proslul především vynálezem ethernetu, neboli způsobu spojení v lokální počítačové síti (též LAN - Local Area Network).

## Život
Vystudoval elektrické inženýrství a počítačovou vědu na Massachusettském technologickém institutu (1969). Postgraduálně pak studoval na Harvardově univerzitě. V roce 1972 dostal nabídku od Boba Taylora a začal pracovat pro Xerox Corporation, v Palo Alto Research Center v Kalifornii, ve známém Silicon Valley. Zde byl jmenován vedoucím týmu, který dostal za úkol propojit mezi sebou počítače Alto (jež se nedostaly nikdy do prodeje) a různá periferní zařízení, neboli vymyslet, jak by mohla fungovat LAN. Metcalfe roku 1973 vymyslel systém zvaný ethernet, v němž jednotlivá zařízení sítě nemusejí vzájemně navazovat spojení, komunikují spolu přes jedno médium, k němuž je umožněn vícenásobný přístup. Efektivita ethernetu vedla k tomu, že se nakonec prosadil v 80 procentech lokálních sítí. Metcalfa úspěch jeho řešení přiměl k založení vlastní firmy 3Com, která poskytuje síťová řešení pro podnikové sítě.